# Dąbrowa (powiat ciechanowski)
Dąbrowa – wieś sołecka w Polsce położona w województwie mazowieckim, w powiecie ciechanowskim, w gminie Ojrzeń.
| SIMC    | Nazwa    | Rodzaj    |
| ------- | -------- | --------- |
| 1054073 | Dąbrówka | część wsi |

W latach 1975–1998 miejscowość należała administracyjnie do województwa ciechanowskiego.